# Lorenzo Bandini
Lorenzo Bandini (n. 21 decembrie 1935 — d. 10 mai 1967) a fost un pilot de Formula 1.